# Espen Eckbo
Espen Eckbo, född 22 april 1973, är en norsk komiker, skådespelare, regissör och manusförfattare. 
Han är i Sverige mest känd som en av skaparna bakom dokusåpasatiren, tillika julkalendern, Tomtar på loftet (Nissene på låven), där han även medverkade som skådespelare i ett flertal olika roller, samt som den egocentrerade frontfiguren M'Pete i det fiktiva norska pojkbandet Boyzvoice. Eckbo har ingen formell utbildning inom vare sig skådespeleri eller TV. Han har i stället en bakgrund inom juridik, vilket han har studerat vid Oslo Universitet.

## Filmografi (urval)
- 2008 - Tett på tre (TV-serie)
- 2005 - Rikets røst (TV-serie)
- 2003 - Kvinnan i mitt liv
- 2001 - Tomtar på loftet
- 1996 - Torsdagsklubben (TV-serie)

## Regi i urval
- 2008 - Tett på tre (TV-serie)
- 2003 - Tonight med Timothy Dahle (TV-serie)
- 2001 - Tomtar på loftet
- 2000 - Get Ready to Be Boyzvoiced

## Filmmanus i urval
- 2008 - Tett på tre (TV-serie)
- 2003 - TV2-nøttene (TV-serie)
- 2003 - Tonight med Timothy Dahle (TV-serie)
- 2001 - Tomtar på loftet
- 2000 - Get Ready to Be Boyzvoiced